# Akbar II
Akbar II (22 de abril de 1760 - 28 de septiembre de 1837), también conocido como Akbar Shah II, fue el penúltimo emperador mogol de la India. Reinó desde 1806 hasta 1837. Fue el segundo hijo de Shah Alam II y el padre de Bahadur Shah II.
Akbar tenía poco poder de facto debido a la creciente influencia británica en India a través de East India Company. Envió a Ram Mohan Roy como embajador en Gran Bretaña y le dio el título de Raja. Durante su régimen, en 1835, la Compañía de las Indias Orientales (EIC) dejó de considerarse súbdita del Emperador Mogol y de emitir monedas en su nombre. Las líneas persas en las monedas de la Compañía a este efecto fueron eliminadas.
A Akbar II se le acredita el inicio del festival de unidad hindú-musulmana Phool Walon Ki Sair. Su tumba se encuentra junto a la dargah del santo Sufi Qutbuddin Bakhtiar Kaki en Mehrauli.

## Primeros años
El príncipe Mirza Akbar nació el 22 de abril de 1760 en Mukundpur, Satna, mientras su padre Alam II estaba en el exilio. El 2 de mayo de 1781, en el Fuerte Rojo, el príncipe fue nombrado príncipe heredero con el título de Wali Ahd Bahadur, después de la muerte de su hermano mayor. En 1782, fue nombrado virrey de Nueva Delhi hasta 1799. Cuando el renegado eunuco Ghulam Qadir capturó Delhi, el joven príncipe Mirza Akbar se vio obligado a bailar nautch junto con otros príncipes y princesas mogoles. Fue testigo de cómo los miembros de la familia imperial mogol fueron humillados.

## Reinado
El emperador Akbar II presidió un imperio titularmente grande pero, en efecto, limitado solo al Fuerte Rojo en Delhi. La vida cultural de Delhi en su conjunto floreció durante su reinado. Sin embargo, su actitud hacia los funcionarios de la Compañía de las Indias Orientales, especialmente Lord Hastings, a quien se negó a conceder una audiencia en términos distintos a los de súbdito y soberano, aunque honorable para él, frustró cada vez más a los británicos, quienes lo consideraban simplemente como su pensionista. Por lo tanto, los británicos redujeron su autoridad titular al de "Rey de Delhi" en 1835 y dejaron de actuar como simples feudatarios del Imperio Mogol, como lo hicieron desde 1803 a 1835. Simultáneamente, reemplazaron el texto persa con el texto en inglés sobre las monedas de la Compañía, que ya no llevarían el nombre del emperador.
Los británicos también alentaron al Nawab de Oudh y al Nizam de Hyderabad a tomar títulos reales para disminuir aún más el estatus y la influencia del Emperador. Por deferencia, los Nizam no lo hicieron, pero los Nawab de Awadh lo hicieron.
También se sabe que le otorgó el título Nawab sobre los Nawab de Tonk y Nawab de Jaora.
Akbar II nombró al reformista bengalí Ram Mohan Roy, para apelar contra su trato por parte de la Compañía de las Indias Orientales, Ram Mohan Roy luego visitó Inglaterra como emisario en la Corte de St. James, confiriéndole el título de Raja. Ram Mohan Roy presentó un memorial bien argumentado en nombre del gobernante mogol, pero fue en vano.
Murió el 28 de septiembre de 1837. Su tumba se encuentra, junto a la dargah del siglo XIII, del santo sufí, Qutbuddin Bakhtiar Kaki en Mehrauli, Delhi en un recinto de mármol, junto con el de Bahadur Shah I, Shah Alam I y Shah Alam II.
Fue sucedido por su hijo Bahadur Shah II.
| Predecesor: Shah Alam II | Emperador mogol 1806-1837 | Sucesor: Bahadur Shah II |

- Datos: Q2091579
- Multimedia: Akbar II / Q2091579